# Mourecochylis
Mourecochylis là một chi bướm đêm thuộc phân họ Tortricinae của họ Tortricidae.

## Các loài
- Mourecochylis affecta (Razowski, 1986)
- Mourecochylis dentipara Razowski & Becker, 2002
- Mourecochylis limenarchis Razowski, 1986
- Mourecochylis mimosina (Razowski, 1986)
- Mourecochylis ramosa Razowski & Becker, 1983
- Mourecochylis stibeutes (Razowski, 1992)